# Mali na Letnich Igrzyskach Paraolimpijskich 2008
Mali na Letnich Igrzyskach Paraolimpijskich reprezentował 1 zawodnik.

## Kadra

### Pływanie
- Facourou Sissoko